# Persone di nome Cameron
| Questa pagina contiene informazioni ricavate automaticamente dalle voci biografiche con l'ausilio del template Bio e di un bot. L'aggiornamento è periodico e automatico e ricostruisce completamente la pagina. Se manca una persona in questa lista, sei pregato di non aggiungerla, ma accertati piuttosto che la sua voce biografica contenga il template Bio e che i dati anagrafici siano correttamente compilati. Se il template Bio manca, inseriscilo tu stesso o, in alternativa, metti l'avviso {{tmp\|Bio}} che ne segnala la mancanza. Se i dati riportati sono sbagliati, correggi direttamente la voce biografica; le modifiche saranno visibili in questa lista entro pochi giorni. Per chiarimenti vedi il progetto antroponimi. La lista contiene solo le 145 persone che sono citate nell'enciclopedia e per le quali è stato implementato correttamente il template Bio. Pagina aggiornata al 16 ott 2024. |

Questa è una lista di persone presenti nell'enciclopedia che hanno il prenome Cameron, suddivise per attività principale.

## Attori(20)
- CJ Adams, attore statunitense (Elmhurst, n. 2000)
- Cameron Bancroft, attore canadese (Winnipeg, n. 1967)
- Cameron Bowen, attore statunitense (Columbus, n. 1988)
- Cameron Boyce, attore e ballerino statunitense (Los Angeles, n. 1999 - Los Angeles, † 2019)
- Cameron Bright, attore canadese (Victoria, n. 1993)
- Cameron Britton, attore statunitense (Santa Rosa, n. 1986)
- Cameron Cuffe, attore britannico (Londra, n. 1993)
- Cameron Dallas, attore, modello e cantante statunitense (Whittier, n. 1994)
- Cameron Douglas, attore statunitense (Santa Barbara, n. 1978)
- Cameron Dye, attore e cantante statunitense (New Orleans, n. 1959)
- Cameron Gellman, attore statunitense (Clayton, n. 1998)
- Cameron Johnson, attore statunitense (Maurice, n. 1999)
- Cameron Mainwaring, attore e imprenditore statunitense (St. George)
- Cameron Mathison, attore canadese (Sarnia, n. 1969)
- Cameron Mitchell, attore statunitense (Dallastown, n. 1918 - Pacific Palisades, † 1994)
- Cameron Monaghan, attore e modello statunitense (Santa Monica, n. 1993)
- Cameron Ocasio, attore statunitense (Long Island, n. 1999)
- Cameron Palatas, attore statunitense (San Pedro, n. 1994)
- Cameron Deane Stewart, attore statunitense (n. 1991)
- Cameron Thor, attore statunitense (Los Angeles, n. 1960)

## Attori pornografici(1)
- Cameron Jackson, ex attore pornografico ceco (Děčín, n. 1986)

## Attrici(3)
- Cameron Diaz, attrice e ex modella statunitense (San Diego, n. 1972)
- Cameron Esposito, attrice statunitense (Western Springs, n. 1981)
- Cameron Richardson, attrice e modella statunitense (Baton Rouge, n. 1979)

## Banchieri(1)
- Cameron Cobbold, I barone Cobbold, banchiere inglese (Londra, n. 1904 - Knebworth, † 1987)

## Bobbisti(1)
- Cameron Stones, ex bobbista canadese (Whitby, n. 1992)

## Calciatori(25)
- Cameron Archer, calciatore inglese (Walsall, n. 2001)
- Cammy Bell, ex calciatore scozzese (Dumfries, n. 1986)
- Cameron Borthwick-Jackson, calciatore inglese (Manchester, n. 1997)
- Cameron Brannagan, calciatore inglese (Manchester, n. 1996)
- Cameron Burgess, calciatore scozzese (Aberdeen, n. 1995)
- Cameron Carter-Vickers, calciatore statunitense (Southend-on-Sea, n. 1997)
- Cameron Crestani, calciatore australiano (Stanthorpe, n. 1996)
- Cameron Dawson, calciatore inglese (Sheffield, n. 1995)
- Cameron Devlin, calciatore australiano (Sydney, n. 1998)
- Cameron Duke, calciatore statunitense (Overland Park, n. 2001)
- Cameron Dummigan, calciatore nordirlandese (Lurgan, n. 1996)
- Cameron Harper, calciatore statunitense (Sacramento, n. 2001)
- Cameron Hepple, calciatore bahamense (Nassau, n. 1988)
- Cameron Howieson, calciatore neozelandese (Blenheim, n. 1994)
- Cameron Humphreys, calciatore inglese (Manchester, n. 1998)
- Cameron Jerome, calciatore inglese (Huddersfield, n. 1986)
- Cameron Kerr, calciatore scozzese (Dundee, n. 1995)
- Cameron Lindsay, calciatore neozelandese (Auckland, n. 1992)
- Cameron MacPherson, calciatore scozzese (Glasgow, n. 1998)
- Cameron McGeehan, calciatore inglese (Kingston upon Thames, n. 1995)
- Cameron Porter, ex calciatore statunitense (Centerville, n. 1993)
- Cameron Pring, calciatore inglese (Cheltenham, n. 1998)
- Cameron Puertas, calciatore spagnolo (Losanna, n. 1998)
- Cameron Stewart, ex calciatore inglese (Manchester, n. 1991)
- Cameron Watson, ex calciatore australiano (Melbourne, n. 1987)

## Canottieri(3)
- Cameron Baerg, ex canottiere canadese (Saskatoon, n. 1972)
- Cameron Girdlestone, canottiere australiano (Adelaide, n. 1988)
- Cameron McKenzie-McHarg, canottiere australiano (Leongatha, n. 1980)

## Cantanti(1)
- Cameron Cartio, cantante iraniano (Teheran, n. 1978)

## Cantautrici(1)
- Glasser, cantautrice statunitense (Boston, n. 1983)

## Cestiste(1)
- Cameron Brink, cestista statunitense (Princeton, n. 2001)

## Cestisti(24)
- Cameron Ayers, ex cestista statunitense (Columbus, n. 1991)
- Cameron Bairstow, ex cestista australiano (Brisbane, n. 1990)
- Cameron Bennerman, ex cestista statunitense (Greensboro, n. 1984)
- Cameron Clark, cestista statunitense (Phoenix, n. 1991)
- Cameron Dollar, ex cestista e allenatore di pallacanestro statunitense (Atlanta, n. 1975)
- Cameron Gliddon, cestista australiano (Perth, n. 1989)
- Cameron Hall, ex cestista canadese (Hamilton, n. 1957)
- Cameron Hunt, cestista statunitense (Duncanville, n. 1997)
- Cameron Jackson, cestista statunitense (Winchester, n. 1996)
- Cameron Johnson, cestista statunitense (Moon, n. 1996)
- Cameron Jones, cestista statunitense (Fort Lewis, n. 1989)
- Cameron Long, ex cestista statunitense (Palm Bay, n. 1988)
- Cameron Moore, cestista statunitense (Huntsville, n. 1990 - Ocrida, † 2016)
- Cameron Oliver, cestista statunitense (Oakland, n. 1996)
- Cameron Payne, cestista statunitense (Bartlett, n. 1994)
- Cam Reddish, cestista statunitense (Norristown, n. 1999)
- Cameron Reynolds, cestista statunitense (Pearland, n. 1995)
- Cameron Rundles, ex cestista e allenatore di pallacanestro statunitense (Minneapolis, n. 1988)
- Cam Spencer, cestista statunitense (Davidsonville, n. 2000)
- Cameron Tatum, ex cestista statunitense (Lithonia, n. 1988)
- Cam Thomas, cestista statunitense (Yokosuka, n. 2001)
- Cameron Wells, cestista statunitense (Houston, n. 1988)
- Cam Whitmore, cestista statunitense (Odenton, n. 2004)
- Cameron Young, cestista statunitense (Inglewood, n. 1996)

## Ciclisti su strada(1)
- Cameron Scott, ciclista su strada e pistard australiano (Wagga Wagga, n. 1998)

## Ciclocrossisti(1)
- Cameron Mason, ciclocrossista, mountain biker e ciclista su strada britannico (Linlithgow, n. 2000)

## Danzatori(1)
- Cameron Mason, ballerino, cantante e attore statunitense (Denver, n. 1949)

## Diplomatici(1)
- Cameron Munter, diplomatico statunitense (Claremont, n. 1954)

## Giocatori di baseball(1)
- Cameron Maybin, ex giocatore di baseball statunitense (Asheville, n. 1987)

## Giocatori di football americano(27)
- Cameron Artis-Payne, giocatore di football americano statunitense (Harrisburg, n. 1992)
- Cameron Bradfield, giocatore di football americano statunitense (Grand Rapids, n. 1987)
- Cameron Brate, giocatore di football americano statunitense (Naperville, n. 1991)
- Cam Brown, giocatore di football americano statunitense (n. 1998)
- Cameron Dantzler, giocatore di football americano statunitense (Hammond, n. 1998)
- Cameron Dicker, giocatore di football americano statunitense (Hong Kong, n. 2000)
- Cameron Erving, giocatore di football americano statunitense (Moultrie, n. 1992)
- Cameron Fleming, giocatore di football americano statunitense (Fort Hood, n. 1992)
- Cam Hart, giocatore di football americano statunitense (Baltimora, n. 2000)
- Cameron Heyward, giocatore di football americano statunitense (Pittsburgh, n. 1989)
- Cam Johnson, giocatore di football americano statunitense (Washington, n. 1990)
- Cameron Jordan, giocatore di football americano statunitense (Chandler, n. 1989)
- Cam Jurgens, giocatore di football americano statunitense (Beatrice, n. 1999)
- Cameron McGrone, giocatore di football americano statunitense (Indianapolis, n. 2000)
- Cameron Mitchell, giocatore di football americano statunitense (Bolingbrook, n. 2001)
- Cameron Morrah, ex giocatore di football americano statunitense (Pomona, n. 1987)
- Cam Newton, giocatore di football americano statunitense (Atlanta, n. 1989)
- Cam Robinson, giocatore di football americano statunitense (Monroe, n. 1995)
- Cameron Sample, giocatore di football americano statunitense (Snellville, n. 1999)
- Cam Sims, giocatore di football americano statunitense (Monroe, n. 1996)
- Cameron Smith, giocatore di football americano statunitense (Roseville, n. 1997)
- Cam Smith, giocatore di football americano statunitense (Blythewood, n. 2000)
- Cameron Sutton, giocatore di football americano statunitense (Jonesboro, n. 1995)
- Cam Taylor-Britt, giocatore di football americano statunitense (Montgomery, n. 1999)
- Cameron Thomas, giocatore di football americano statunitense (San Diego, n. 2000)
- Cameron Valardo, giocatore di football americano canadese (Fall River)
- Cameron Young, giocatore di football americano statunitense (Crosby, n. 2000)

## Hockeisti su ghiaccio(5)
- Cam Fowler, hockeista su ghiaccio canadese (Windsor, n. 1991)
- Cameron Ginnetti, hockeista su ghiaccio canadese (Vancouver, n. 1998)
- Cam Neely, ex hockeista su ghiaccio canadese (Maple Ridge, n. 1965)
- Cam Talbot, hockeista su ghiaccio canadese (n. 1987)
- Cam Ward, hockeista su ghiaccio canadese (Saskatoon, n. 1984)

## Imprenditori(1)
- Cameron e Tyler Winklevoss, imprenditore e canottiere statunitense (Southampton, n. 1981)

## Ingegneri(1)
- Cameron Earl, ingegnere britannico (Sculcoate, n. 1923 - Nuneaton, † 1952)

## Modelle(1)
- Cameron Russell, supermodella statunitense (Cambridge, n. 1987)

## Musicisti(1)
- Matthew Followill, musicista e compositore statunitense (Oklahoma City, n. 1984)

## Nuotatori(4)
- Cameron van der Burgh, ex nuotatore sudafricano (Pretoria, n. 1988)
- Cameron Henning, ex nuotatore canadese (Edmonton, n. 1960)
- Cameron Kurle, nuotatore britannico (n. 1997)
- Cameron McEvoy, nuotatore australiano (Gold Coast, n. 1994)

## Piloti automobilistici(1)
- Cameron Das, pilota automobilistico statunitense (Baltimora, n. 2000)

## Piloti motociclistici(2)
- Cameron Beaubier, pilota motociclistico statunitense (Roseville, n. 1992)
- Cameron Donald, pilota motociclistico australiano (Melbourne, n. 1977)

## Pistard(1)
- Cameron Meyer, ex pistard e ex ciclista su strada australiano (Viveash, n. 1988)

## Produttori discografici(1)
- Cameron Mizell, produttore discografico e cantautore statunitense (n. 1983)

## Produttori teatrali(1)
- Cameron Mackintosh, produttore teatrale e impresario teatrale britannico (Londra, n. 1946)

## Rapper(3)
- Cam'ron, rapper e attore statunitense (New York, n. 1976)
- Big Gipp, rapper statunitense (Atlanta, n. 1973)
- Wiz Khalifa, rapper, cantautore e attore statunitense (Minot, n. 1987)

## Registi(1)
- Cameron Crowe, regista, sceneggiatore e produttore cinematografico statunitense (Palm Springs, n. 1957)

## Rugbisti a 15(3)
- Mike Gibson, ex rugbista a 15 britannico (Belfast, n. 1942)
- Cameron Lillicrap, ex rugbista a 15, allenatore di rugby a 15 e fisioterapista australiano (Brisbane, n. 1963)
- Cameron Shepherd, rugbista a 15 australiano (Windsor, n. 1984)

## Sciatori alpini(2)
- Cameron Alexander, sciatore alpino canadese (North Vancouver, n. 1997)
- Cameron Culbert, ex sciatore alpino e sciatore freestyle canadese (n. 1977)

## Snowboarder(2)
- Cameron Bolton, snowboarder australiano (Clayton Bay, n. 1990)
- Cameron Spalding, snowboarder canadese (Mount St. Louis Moonstone, n. 2005)

## Tennisti(1)
- Cameron Norrie, tennista britannico (Johannesburg, n. 1995)

## Triatleti(1)
- Cameron Wurf, triatleta, ciclista su strada e ex canottiere australiano (Hobart, n. 1983)